# Parrocchia di Saint Thomas Middle Island
La parrocchia di Saint Thomas Middle Island si trova nella parte orientale dell'isola di Saint Kitts, nella federazione di Saint Kitts e Nevis. All'interno di questa parrocchia è presente il Parco nazionale della fortezza di Brimstone Hill l'unico patrimonio dell'UNESCO nazionale.

## Villaggi
- Middle Island (capoluogo)
- Conyers
- Franklands
- Godwin's Ghaut
- Half Way Tree
- Lamberts
- New Guinea
- Old Road Town (villaggio più grande)
- Verchilds